# Horst Lippmann (Mathematiker)
Horst Lippmann (* 7. Mai 1931 in Dresden; † 9. August 2008 auf Kreta) war ein deutscher Ingenieurwissenschaftler und Mathematiker und gilt als bedeutender Entwickler der theoretischen und experimentellen Kontinuumsmechanik (besonders plastische Verformung) in Deutschland.
Als Sohn des Meisters für Reproduktionsphotographie Walter Lippmann und seiner Ehefrau Elsbeth Findeisen besuchte er die Oberschule in Dresden, um dann an der Universität Greifswald von 1949 bis 1953 Mathematik und Physik zu studieren, welches er als Diplom-Mathematiker abschloss. Von 1953 bis 1954 betätigte er sich als Assistent an der Universität Greifswald. Anschließend arbeitete er von 1954 bis 1957 als wissenschaftlicher Mitarbeiter beim Institut für bildsame Formung der Metalle in Zwickau.  Im Jahre 1955  promovierte er zum Dr. rer. nat. bei Willi Rinow (1907–1979) mit dem Thema Richtungen und Winkel in metrischen Räumen.
Von 1957 bis 1965 arbeitete er zuerst als wissenschaftlicher Mitarbeiter, ab 1958 als Assistent von Eduard Pestel und ab 1960 als Oberingenieur an der Technischen Universität Hannover am Lehrstuhl für Mechanik. In diesen Jahren veröffentlichte er mehrere Arbeiten zur Winkelgeometrie in  Minkowski-Räumen und  Finsler-Räumen. Diese Arbeiten führten ihn zu Anwendungsaufgaben in der Plastizitätstheorie und er wirkt im Arbeitskreis Umformtechnik des Vereins Deutscher Eisenhüttenleute mit. Er erstellte im Auftrag der Deutschen Forschungsgemeinschaft einen Übersichtsbericht über den Stand der Plastomechanik in Deutschland (die sich als den Entwicklungen im Ausland hinterherlaufend erwies). 1961 habilitiert er sich in Hannover (Charakteristikenmethoden in der Theorie ebener und axialsymmetrischer Umformverfahren). Im Jahre 1965 folgte er einem Ruf auf den Lehrstuhl für Mechanik an die Technische Universität Braunschweig, danach ab 1971 an die Universität Karlsruhe.
Von 1975 bis zur Emeritierung am 1. Oktober 1996 wirkte er als Ordinarius des Lehrstuhls A für Mechanik (heutiger Lehrstuhl für Werkstoffkunde und Werkstoffmechanik) an der Technischen Universität München in der Fakultät für Maschinenwesen sowie als Leiter des staatlichen Materialprüfamts für den Maschinenbau. Von 1971 bis 1977 und von 1983 bis 1993 nahm er die Position eines Direktors am International Centre for Mechanical Sciences in Udine ein. Von 1986 bis 1991 gehörte er auch zu den Mitgliedern des Max-Planck-Instituts für Eisenforschung in Düsseldorf. Im Rahmen seiner fachlichen Tätigkeiten veröffentlichte er etwa 150 Fachartikel in Zeitschriften und verfasste mehrere Fachbücher.    
Er war Mitglied der Bayerischen Akademie der Wissenschaften, der Russischen Akademie der Wissenschaften (1993), der Deutschen Akademie der Technikwissenschaften (2002) und Ehrenmitglied der Polnischen Gesellschaft für Theoretische und Angewandte Mechanik. 1997 erhielt er den Materials & Mechanics Award der Japan Society of Mechanical Engineers und 1996 die Medaille Marin Drinov der Bulgarischen Akademie der Wissenschaften.
Da er auch viel zum Gebirgsschlag veröffentlichte, wurde er Ehrendoktor der Montanuniversität Leoben.
Am Mathematischen Forschungsinstitut Oberwolfach begründete er mit anderen die Reihe von Tagungen Mechanics of Materials. Er war Gründer und Herausgeber der Mechanics Research Communications.
Er starb in seinem Ferienhaus in Kreta.

## Schriften
- mit Oskar Mahrenholtz: Zur Theorie des Schleppwalzens bei Raumtemperatur, Archiv für das Eisenhüttenwesen, Band 34, 1963, S. 419–423
- Zur Dynamik des Schmiedens, Archiv für das Eisenhüttenwesen, Band 35, 1964, S. 507–515
- mit Oskar Mahrenholtz: Plastomechanik der Umformung metallischer Werkstoffe, Band 1, Springer 1967
- Schwingungslehre, Mannheim, Bibliographisches Institut 1968
- Extremum and variational principles in mechanics, Wien 1972
- Examples to Extremum and variational principles in mechanics : course held at the Department of General Mechanics, October 1970, Wien 1972
- als Herausgeber: Engineering plasticity : theory of metal forming processes, 2 Bände, Wien 1977
- als Herausgeber: Metal forming plasticity : symposium Tutzing, Germany, August 28-September 3, 1978, Berlin 1979
- Mechanik des plastischen Fliessens : Grundlagen und technische Anwendungen, Berlin: Springer 1981
- Angewandte Tensorrechnung für Ingenieure, Physiker und Mathematiker, Berlin: Springer 1993, 2. Auflage 1996
- Aufgaben zu Technische Mechanik 1 - 3 - Statik, Elastostatik, Kinetik, mit Volker Mannl, Ewald Werner und Werner Hauger, Berlin: Springer 2004